# Мамаканское городское поселение
Мамаканское городское поселение или Мамака́нское муниципа́льное образова́ние — муниципальное образование со статусом городского поселения в 
Бодайбинском районе Иркутской области России. 
Административный центр — рабочий посёлок (пгт) Мамакан.

## Население
| 2010  | 2011  | 2012  | 2013  | 2014  | 2015  | 2016  |
| ----- | ----- | ----- | ----- | ----- | ----- | ----- |
| 2068  | ↘2052 | ↘1959 | ↘1874 | ↘1789 | ↘1724 | ↘1686 |
| 2017  | 2021  |       |       |       |       |       |
| ↘1640 | ↗1768 |       |       |       |       |       |

По результатам Всероссийской переписи населения 2010 года численность населения муниципального образования составила 2068 человек, в том числе 1001 мужчина и 1067 женщин.

## Населённые пункты
В состав городского поселения входит 1 населённый пункт:
| № | Населённый пункт | Тип населённого пункта | Население |
| - | ---------------- | ---------------------- | --------- |
| 1 | Мамакан          | рабочий посёлок (пгт)  | ↗1768     |

## Археология
На реке Витим недалеко от посёлка Мамакан находится группа археологических стоянок каменного века «Коврижка». На стоянке «Коврижка-4»  была найдена фигурка палеолитической Венеры.